# Malittenburg

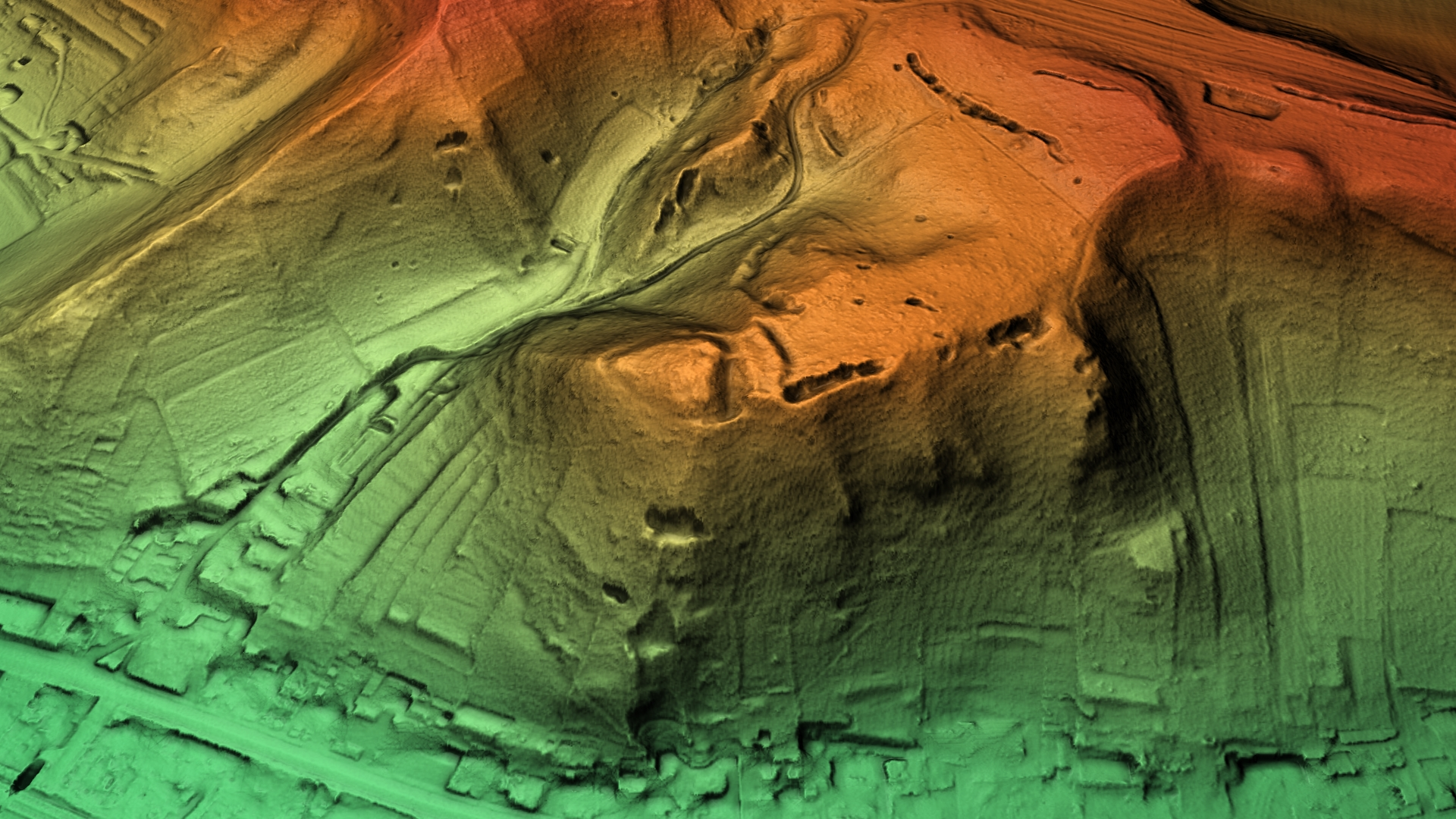
3D-Ansicht des digitalen Geländemodells

Die Malittenburg ist eine abgegangene Spornburg und heute ein Bodendenkmal auf 300 m ü. NN im Osten der Stadt Eisenach am Petersberg im Stadtteil Fischbach.
Das Dorf Fischbach, bereits 1269 als Vispach überliefert, gehörte bis zur Reformation zum Grundbesitz des Eisenacher Nikolaiklosters. Die Bedeutung des Namens „Malittenburg“ ist bislang noch ungeklärt.

## Geschichte
Im thüringisch-hessischen Erbfolgekrieg (1247–1263) entstand über dem Dorf auf einem in das Hörseltal vorspringenden Bergsporn eine kleine Befestigungsanlage. Diese soll nach dem Eisenacher Chronisten Johannes Rothe ein Ritter von Stockhausen aus dem benachbarten Dorf Stockhausen oder Lupnitz veranlasst haben. Der Standort besaß eine äußerst günstige strategische Lage im unteren Tal der Hörsel, die Spornburg überwachte den Verkehr auf der Erfurter Straße via regia und die nahe Furtstelle der Weinstraße am „Roten Hof“.
Im Jahr 1261 begann Landgraf Heinrich der Erlauchte die gegen ihn errichteten Belagerungsburgen Metilstein, Eisenacher Burg und Frauenburg bei Eisenach zu erobern. Er zerstörte bei dieser Gelegenheit auch die Malittenburg.

## Bauliches
Die Malittenburg war eine noch heute deutlich erkennbare, durch Gräben und Wälle gesicherte hölzerne Spornburg.
Der Eisenacher Schriftsteller und Journalist Hermann Nebe untersuchte die Burganlage in den 1920er Jahren, er beschreibt die Anlage in einem Zeitungsartikel:
"… Die genannten Gräben sind 2 bis 5 Meter tief und sondern die südlich gelegene Hauptburg (die zwischen den Gräben liegende Vorburg bildet ein Trapez von 8 × 30 × 35 Meter) einen Außenwall ab, der an einigen Stellen nur noch schwer erkennbar ist. Die Hauptburg hat die Form eines Wappenschildes, dessen zwei aufeinanderstoßenden Seiten (Nordwest und Südort) rechtwinklig gelagert sind, … der Umfang der Inneren Burg ist ungefähr 150 Meter, der gesamten Burganlage etwa 180 Meter."

## Forschung

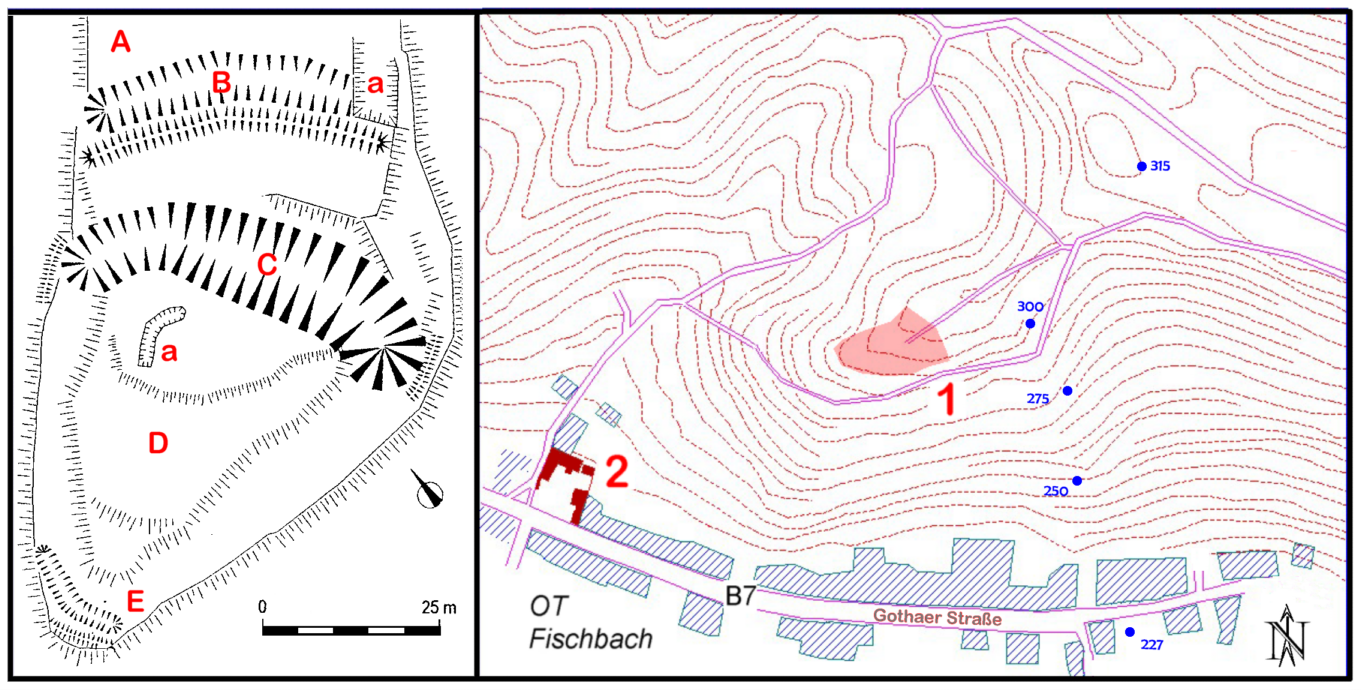
Lageplan zur Malittenburg

Eine in den 1990er Jahren durchgeführte Begehung und Vermessung kommt zu einem anderen Ergebnis. Die Burg bleibt demnach nur auf das von Nebe als "Vorburg" erkannte Areal beschränkt, die vorgelagerten Gräben der Hauptburg entstanden zu späterer Zeit, als auf dem Berg mehrere Kalksteinbrüche betrieben worden.
Im beigefügten Lageplan entspricht (1) der Malittenburg und (2) dem Schloss Fischbach; (A) markiert die Hochfläche, (B) die äußere Wall-Graben-Befestigung, (C) den inneren Graben, (D) den Kernbereich der Burg, (E) einen Wall-Graben-Bereich an der Westseite der Anlage; (a) Steinbrüche und Schürfe aus jüngerer Zeit.